# Qing (filosofia)
En filosofia xinesa, qing (情; qíng en pinyin) és un concepte traduït de diverses maneres com a "emoció", "sentiment" o "passió".

## Confucianisme
En el pensament confucià el qing s'interpreta com la qualitat de la conducta d'una persona donat el seu context, que es pot millorar mitjançant el cultiu del ren (humanitat), el li (correcció ritual) i yi (justícia) per construir el de, o caràcter moral virtuós.  Estudiosos confucianistes, com ara Han Yu, tradicionalment identificaven set emocions bàsiques (七情 qīqíng),  anomenat al Llibre dels Ritus com a felicitat (喜), ira (怒), dol (哀), por (懼), amor (愛), odi (惡), i desig (欲).  

Els neoconfucianistes entenen el qing com a fruit de les circumstàncies ambientals que afecten el xing, o la naturalesa humana innata.  Aquesta interpretació del qing com a concepte emocional, especialment en relació amb el xing, va sorgir després del període dels Regnes Combatents.

## Taoisme
L'ensenyament taoista té com a objectiu alliberar una persona de les passions (qing), tal com ho articulà Zhuang Zhou: "[El savi] té la forma d'un home, però sense qing ". (Zhuangzi cap. 5) 

## A Corea
A Corea el qing es coneix com a jeong (정). És un terme familiar per a tots els coreans i apareix freqüentment a la premsa i als altres mitjans de comunicació. En un escrit al Korea Times, l'acadèmic i crític cultural David Tizzard descriu el jeong com una "abraçada invisible" i afirma que sovint es manifesta en actes de servei i regals entre les persones: "A Corea, aprens a donar i a rebre. Pot ser un conjunt de begudes vitamíniques, un elogi o el compte de la barbacoa local. Però és més que diners o afecte. Aquí, aquestes accions es converteixen en un vincle: un cordó umbilical psicològic que uneix les persones. Això podria ser el jeong".